# Google Play
Google Play (în trecut Android Market) este un serviciu Google care constă într-un magazin online de melodii, filme, cărți și aplicații pentru sistemul de operare Android. Acesta este disponibil pe internet, prin aplicația Android sau prin TV. 
Google Play a fost lansat pe 6 martie 2012, după ce Google a hotărât să cumpere acțiunile  sistemului de operare Android și să contopească Android Market cu Google Music. Aplicațiile și materialele media sunt disponibile și în România.

## Aplicații și jocuri
La fel ca și în fostul Android Market, aplicațiile și jocurile pot fi descărcate sau cumpărate prin internet, sau direct prin intermediul telefoanelor mobile. În martie 2012, site-ul avea disponibil către public aproximativ 450.000 de aplicații. Numărul filmelor disponibile este de ordinul miilor.
În iunie 2019, Google Play oferea publicului aproximativ 2,7 milioane de aplicații .
| An   | Lună       | Aplicații disponibile |  | Totalul descărcării ilor |  |
| ---- | ---------- | --------------------- |  | ------------------------ |  |
| 2009 | martie     | 2.300                 |  |                          |  |
| 2009 | decembrie  | 16.000                |  |                          |  |
| 2010 | martie     | 30.000                |  |                          |  |
| 2010 | aprilie    | 38.000                |  |                          |  |
| 2010 | august     | 80.000                |  | 1 miliard                |  |
| 2010 | octombrie  | 100.000               |  |                          |  |
| 2011 | mai        | 200.000               |  | 3 miliarde               |  |
| 2011 | iulie      | 250.000               |  | 6 miliarde               |  |
| 2011 | octombrie  | 319.000               |  |                          |  |
| 2011 | decembrie  | 380.297               |  | 10 miliarde              |  |
| 2012 | ianuarie   | 400.000               |  |                          |  |
| 2012 | februarie  | 450.000               |  |                          |  |
| 2012 | mai        | 500.000               |  | 15 miliarde              |  |
| 2012 | septembrie | 675.000               |  | 25 miliarde              |  |